# Talheim (Tuttlingen járás)
Talheim település Németországban, azon belül Baden-Württembergben. Lakosainak száma 1304 fő (2023. december 31.).

## Népesség
A település népessége az elmúlt években az alábbi módon változott:
| Lakosok száma | 917  | 973  | 962  | 985  | 967  | 1087 | 1192 | 1219 | 1176 | 1304 |
|               | 1961 | 1967 | 1973 | 1981 | 1987 | 1993 | 1999 | 2006 | 2012 | 2023 |